# Wiktor Wladimirowitsch Kopylow
Wiktor Wladimirowitsch Kopylow (russisch Виктор Владимирович Копылов; * 1951; † 9. November 2010 in Tula) war ein sowjetischer Radrennfahrer und nationaler Meister im Radsport.

## Sportliche Laufbahn
Kopylow war im Bahnradsport aktiv. Bei den Bahnradsport-Weltmeisterschaften 1973 und 1974 gewann er mit Wladimir Semenez als Partner die Silbermedaille im Tandemrennen. Mit Semenez holte er 1973 den nationalen Titel auf dem Tandem. 1972 wurde er bei den nationalen Meisterschaften Dritter im Sprint.

## Familiäres
Er ist der ältere Bruder von Sergei Kopylow, der Weltmeister im Radsport war.